# My Bakery in Brooklyn
My Bakery in Brooklyn (en español Mi panadería de Brooklyn) es una comedia romántica de producción estadounidense y española de 2016 dirigida por Gustavo Ron. Está protagonizada por Aimee Teegarden y Krysta Rodriguez.

## Sinopsis
Vivian y Chloe, dos primas que viven en Brooklyn, han sido inseparables desde niñas. Tras la repentina muerte de su tía Isabelle, heredan su histórica panadería. Vivian, que ha pospuesto su soñado viaje a Europa para ayudar en la tienda, quiere mantener la tradición. En cambio, Chloe, ayudante de cocina en un popular programa gastronómico, considera que hay que modernizar el negocio. Pero cuando el banco les comunica que están a punto de ser desahuciadas, las dos no dudan en ponerse manos a la obra para preservar el legado familiar.

## Reparto
- Aimee Teegarden como Vivien
- Krysta Rodriguez como Chloe
- Griffin Newman como Ian
- Ernie Sabella como Dave
- Blanca Suárez como Daniella
- Ward Horton como Paul
- Aitor Luna como Fernando
- Anthony Chisholm como Nathan
- Linda Lavin como Isabelle
- Josh Pais como Alexander Johnson